# Andrea Philipp
Andrea Philipp-Ziercke, nemška atletinja, * 29. julij 1971, Bützow, Vzhodna Nemčija.
Nastopila je na olimpijskih igrah v letih 1992, 1996 in 2000, osvojila je peto in šesto mesto v štafeti 4×100 m. Na svetovnih prvenstvih je osvojila bronasto medaljo v teku na 200 m leta 1999, na evropskih prvenstvih pa srebrno medaljo v štafeti 4x100 m leta 1998.